# 수인 (중국 신화)
수인(燧人)은 고대 중국 신화에서 불을 발견한 자이다. 성은 風(풍). 휘는 允婼(윤착). 삼황오제의 하나이다. 그를 묘사한 그림을 보면 3개의 눈을 가진 것으로 되어 있다. 전설에 의하면 수인씨가 수만년 전에 상구(허난성)에 수명국(燧明國)이란 나라를 세웠는데, 상구시는 상나라의 첫번째 도읍지였다고 한다.

........................................................................................................................................................................................................................................
燧人氏(수인씨) .. 문자에 숨겨진 민족의 연원 (유창균) .. 396페이지
(史記》의 <三皇紀>에는 "ㅅ皇(인황) 이래로 五龍氏(오룡씨)와 燧人氏 (수인씨)가 있었다"고 했고, 중론의 치학에서는 "수인은 시절을 관찰하고 나무를 마찰시켜 불을 일으켰다"고 했다. 이것은 수인씨가 불을 일으킨 최초의 사람으로 숭상된 것임을 알 수 있다. 오룡씨도 하나의 전설이기는 하나 고대 오룡으로 불리는 황백. 황중. 황숙. 황계. 황소의 다섯 형제가 용을 타고 오르내렸다는 이야기가 있는데, 이는 용을 숭상하던 토템에서 나온 이야기일 것이다. 이는 곧 하늘과 인간과의 매개(medium)의 역할을 한 것으로 본 것이다. (토템은 퉁구스족의 전통)
燧는 火와 遂와의 합성이다. 이것이 불과 관계가 있다는 것은 이 글자에 火가 포함된 점으로 보아 쉽게 알 수 있다. 이 글자의 음이 '수'인 것은 燧가 음부임을 뜻한다. 遂는 불을 지핀다는 뜻인데, 그 지피는 방법에 대해서는 나무를 마찰시킨다는 설과, 햇빛을 거울에 받아 불을 일으킨다는 설과 돌을 쳐서 일으킨다는 설등이 있다. 최초의 설은 나무를 쳐서 일으킨 것으로 되어 있다. 그렇다면 불을 일으킨 수인씨는 어떤 종족이었을까. 앞에서 北狄(북적)의 狄이 바로 불을 일으킨 종족이었다는 것을 말한 바 있다. 불과 관련해서 생각한다면 수인씨는 바로 狄人이었다고 할 수 있을 것이다. 물론 이 한 가지 사실만으로 수인씨가 곧 적인이었다고 단정하는 것은 무리일 수도 있다. 붐을 일으키는 방법의 발견은 비단 수인씨 한 사 람에 한정되는 것은 아닐 수도 있다. 실지로 다음에 든 伏羲氏(복희씨)나 農氏(신농씨)도 모두 붐을 일으킨 사람으로 되어 있으니, 어떤 사람은 햇빛을 거울에 받아 붐을 일으키는 방법을 고안했을 수도 있고, 돌로 쳐 서 붐을 일으켰을 수도 있었을 것이다. 그러나 수인씨가 狄人이었을 가능성이 있음은 그 무대가 狄의초기 거주지와 비숫하고 燧의 음 또한 夷의 음과 유사했던 것으로 판단되기 때문이다 ..
.........................................................................................................................................................................................................................................................................................................................
한비자에 ..  "상고시대에 성인이 부싯돌에 구멍을 내어 불을 만드는 방법을 발명하여 비릿한 음식들을 잘 익히니, 사람들이 그것을 매우 기뻐하여 온 천하의 왕으로 삼아 그를 수인씨라 하였다" .. 라는 구절이 있다. 태평어람 권869에는 <박물지>의 "수인씨가 나무를 뚫어서 불을 만들었다" 라는 문장을 인용하였다.